# Kasszulasz
Kasszulasz (URUka(-a)-šu-la(-aš), Kaššulaš, Kašulaš, Gaššulaš, Gašulaš) Észak-Anatóliában, a Hettita Birodalom korában a kaska-régió egyik települése, amely egyelőre ismeretlen helyen fekszik. I. Szuppiluliumasz uralkodása idején kifosztották a kaszkák, de később visszakerült a nagykirály birodalmához. Erről a CTH#40 („Szuppiluliumasz tettei”) számol be a 31–35. sorokban. Itt II. Murszilisz írja le, ahogyan apja sereget gyűjtött, és rohamra vezette katonáit, hogy a település környékét visszavívja. Talán itt született, de az is lehet, hogy a visszafoglalás emlékére kapta a nevét I. Gasszulavijasz királyné, II. Murszilisz felesége.